# Loi améliorant la protection des acquéreurs de lots de copropriété
Pour les articles homonymes, voir Carrez.
Lire en ligne

Texte sur Légifrance

La loi no 96-1107 du 18 décembre 1996 améliorant la protection des acquéreurs de lots de copropriété, dite loi Carrez, est une loi française imposant au vendeur d'un lot de copropriété (ou d'une fraction de lot) d'en mentionner la superficie privative dans tous les documents relatifs à la vente. 
Elle ne s'applique pas dans le cas de l'achat sur plan, ni à l'achat de terrains à bâtir. Elle ne s'applique pas non plus à la cave ou la place de parking.

## Calcul de la superficie privative
La superficie privative, connue sous le nom de superficie loi Carrez, est la superficie des planchers des locaux clos et couverts après déduction des surfaces occupées par les murs, cloisons, marches et cages d'escaliers, gaines, embrasures de portes et de fenêtres. Il n'est pas tenu compte des planchers des parties de locaux d'une hauteur inférieure à 1,80 m.
De plus, les lots et les fractions de lots d'une superficie inférieure à 8 m2 ne sont pas pris en compte pour le calcul de la superficie privative, comme cela peut être le cas d'une chambre de bonne. La Cour de cassation estime toutefois que « lorsqu'une vente porte sur un appartement constitué par la réunion de plusieurs lots, la superficie des parties privatives à prendre en compte pour l'application de l'article 46 de la loi du 10 juillet 1965 dans sa rédaction issue de la loi du 18 décembre 1996 (loi Carrez) est celle de l'unité d'habitation, les lots d'une surface inférieure à huit mètres carrés n'ayant pas à être exclus du calcul de la superficie ».
Enfin, les caves et les emplacements de stationnement ne sont pas comptabilisés non plus.
Les sous-sols, combles aménagés ou non aménagés, les greniers, remises, réserves et vérandas sont pris en compte (à condition que la surface soit d’au moins 8 m² avec une hauteur sous-plafond d’au moins 1,80m).
Contrairement à une idée reçue tenace, les placards dont le niveau du sol est surélevé par rapport au reste de la pièce attenante sont bien pris en compte (à condition que la hauteur sous-plafond soit d'au moins 1,80 m).

## Différences entre la superficie privative et la surface habitable
Il y a des différences notables avec la surface habitable : les sous-sols, combles non aménagés, vérandas, greniers, remises, réserves ne sont pas pris en compte dans la surface habitable, alors que le sont dans la superficie privative.
Cela peut conduire à des différences très importantes, notamment lors du mesurage de maisons, qui offrent souvent des surfaces de cette nature, ou s'agissant des appartements en souplex (rez-de-chaussée et sous-sol), dont la partie en sous-sol compte dans la superficie privative et ne compte pas dans la surface habitable. 
Ainsi, par exemple, un appartement en souplex offrant 50 m² en rez-de-chaussée et 50 m² en sous-sol est vendu pour 100 m² (superficie privative), mais loué pour 50 m² (surface habitable, dite loi Boutin, unité de mesure obligatoire pour les locations).

### Unité d'habitation
Lorsque la vente porte sur plusieurs lots de copropriété qui forment matériellement une seule unité d'habitation, et bien que la superficie de ces lots mentionnés au règlement de copropriété dispose d'une surface inférieure à 8 m², il convient de prendre en compte la surface de « l'unité d'habitation », c’est-à-dire la surface globale.

### Habitation
En application de l'article L.1331-22 du code de la santé publique, il est interdit de mettre à disposition aux fins d'habitation : « les caves, sous-sol, combles, pièces dépourvues d'ouvertures sur l'extérieur et autres locaux par nature impropres à l'habitation ».

### Caves
Il y a lieu de prendre en compte le bien tel qu'il se présente matériellement au moment de la vente; ainsi, le local situé au sous-sol, annexe de la pièce du rez-de-chaussée à laquelle il est directement relié, n'était plus une cave comme l’énoncent le règlement de copropriété et l'acte de vente mais avait été aménagé et transformé en réserve, ce local doit être pris en compte pour le calcul de la superficie des parties privatives vendues.

### Loggias et vérandas
Lorsqu'à la date de la vente les deux loggias privatives, comprises dans le lot vendu, sont closes et habitables, elles doivent être prises en compte pour le calcul de la superficie des parties privatives vendues.

### Mesurage des maisons individuelles à la vente
La superficie privative, dite Carrez, est obligatoire pour la vente de lots en copropriété ; la surface habitable, dite Boutin, est obligatoire pour la location.
La vente des maisons en copropriété horizontale (lotissements soumis au statut de la copropriété) est donc soumise au mesurage de la superficie privative.
En revanche, aucun mesurage n'est légalement exigé pour la vente de maison non soumise au statut de la copropriété.
Si, selon l'usage, et afin de déterminer la valeur vénale du bien, dont c'est l'une des composantes, le vendeur décide de produire un relevé de surface, il est libre du choix de l'unité de mesure.

## Responsabilité
Le mesurage de la surface privative au sens de la loi Carrez peut être réalisé par un professionnel ou par le vendeur. 
En cas d'erreur, le vendeur ne saurait se retourner avec succès contre le professionnel, la Cour de cassation ayant jugé que « la restitution à laquelle le vendeur est condamné à la suite de la diminution du prix prévue par l'article 46, alinéa 7, de la loi du 10 juillet 1965, résultant de la délivrance d'une moindre mesure par rapport à la superficie convenue, ne constitue pas un préjudice indemnisable. Elle ne peut, dès lors, donner lieu à garantie de la part du professionnel de mesurage ». Il n'y a donc pas d'indemnités automatique sur le prix de vente. En revanche, la cour d'appel de Paris a jugé que l'erreur de métrage de la part d'un professionnel est constitutive d'une faute à l'origine d'un préjudice – « perte de chance et désagrément d’avoir à restituer une partie du prix de vente » – qui doit être réparé. La Cour de cassation a, à son tour jugé, dans un arrêt du 28 janvier 2015, que « le vendeur peut se prévaloir à l’encontre du mesureur ayant réalisé un mesurage erroné, d’une perte de chance de vendre son bien au même prix pour une surface moindre ». 
Ainsi, pour que le vendeur puisse se tourner vers le mesureur pour se faire indemniser, il doit être en mesure de prouver qu’il aurait tout de même réussi à vendre son bien au prix affiché au départ au regard de sa consistance. La jurisprudence évoquée ne va donc produire d’effet que sur les biens de qualité ou très bien situés.

### Exemples
- Si la superficie n'est pas renseignée dans l'acte de vente d'un lot de copropriété, l'acheteur peut, dans un délai d'un mois à compter de la signature, intenter une action en nullité de l'acte de vente ;
- La connaissance par l'acquéreur avant la vente de la superficie réelle du bien ne le prive pas de son droit à la diminution du prix[13] ;
- Si la superficie réelle du bien est inférieure de plus de 5 % à celle indiquée dans l'acte de vente, l'acheteur peut, dans un délai d'un an à compter de la signature de l'acte[14], demander une diminution de prix proportionnelle à la superficie déclarée en trop ;
- Si la superficie est supérieure à celle exprimée dans l'acte, l'excédent de mesure ne donne lieu à aucun supplément de prix[15].